# Jeanny
Jeanny je serijal pjesama austrijskog pjevača Falca iz 1980-ih godina. Prva je pjesama serijala izazvala jedan od najvećih skandala u povijest njemačke pop-glazbe.
Istoimena pjesma "Jeanny" s albuma Falco 3 govori o osjećajima jednog psihopata prema jednoj djevojci. Iako je bila prva na mnogim vodećim top-listama, bila je zabranjena u mnogim zemljama diljem svijeta. Kritičari su je oštro napadali govoreći da se njom veliča seksualno silovanje i ubojstvo jedne devetnaestogodišnjakinje. Tako da je sredinom siječnja 1986. godine, radiotelevizija Zapadne Njemačke zabranila emitiranje video-spota "Jeanny" iz etičkih razloga.
Godine 2008., 10 godina nakon smrti Falca, pjesma ponovno ulazi na austrijske top-ljestvice.

## Povijest

### Nastanak
Izvornu pjesmu napisali su nizozemski pjevači Rob i Ferdi Bolland. Nakon što je Falco čuo demo inačicu pjesme, protivio se tekstu. 
Tema izvornika bijeg je jedne djevojke nakon svađe s momkom. Glazbu su također komponirali Rob i Ferdi Bolland.
Album Falco 3 je snimljen u Nizozemskoj, 1985. godine.

### Sadržaj

#### Spot
Ubojicu je glumio pjevač Falco, a djevojku "Jeanny", petnaestogodišnjakinja Theresa Guggenberger.
Spot mnogo podsjeća na poznate horor i kriminalističke filmove. Među njima su Bates Motel i Langov film "M" iz 1931., u kojem je slijepa osoba identificirala ubojicu. Osim toga, na početku se kratko vidi natpis "Bates Motel", što podsjeća na Hitchcockov film "Psiho" iz 1960. godine.
Na kraju se vidi kako ubojica u luđačkoj košulji ima halucinacije, zamišljajući da je duh pokojne djevojke "Jeanny" s njim u zatvoru.

### Bojkot
U travnju 1986. godine, feminističke udruge zatražuju bojkot pjesme, što je kasnije odbijeno. 
Popularni njemački moderator Thomas Gottschalk je vrlo negativno kritizirao pjesmu i nazvao je "smećem". Nakon toga, bojkotu se pridružuju mnoge njemačke radio-postaje.
U Istočnoj Njemačkoj, pjesma nije bila objavljena, a puštanje u klubovima bilo je zabranjeno. U Hessenu, spot je prikazan s upozorenjem, dok je u ostalim dijelovima Zapadne Njemačke bio potpuno zabranjen ili samo prikazan na glazbenim programima.

## Top-ljestvice
| Godina | Pjesma                       | Austrija       | Njemačka       | Švicarska      | Nizozemska     | Ujedinjeno Kraljevstvo |
| ------ | ---------------------------- | -------------- | -------------- | -------------- | -------------- | ---------------------- |
| 1985.  | Jeanny, Part 1               | 1 (17. tjedna) | 1 (22. tjedna) | 1 (16. tjedna) | 1 (14. tjedna) | 68 (4. tjedna)         |
| 1986.  | Coming Home (Jeanny, Part 2) | 4 (14. tjedna) | 1 (17. tjedna) | 3 (9. tjedna)  | —              | —                      |

## Serijal

### Objavljeno
- "Jeanny" (Jeanny Part 1), 1985.
- "Coming Home" (Jeanny Part 2), 1986.
- "Bar Minor 7/11" (Jeanny Dry), 1990.

## Vanjske poveznice
- Jeanny (Part 1) na Discogsu